# Myles Boisen
Myles E. Boisen (* 19. Oktober 1956 in Omaha) ist ein US-amerikanischer Musiker (Gitarre, auch E-Bass, Altsaxophon, Komposition), der sich auch als Musikproduzent und Tonmeister betätigt.

## Leben und Wirken
Boisen, der bei Seattle aufwuchs, schloss 1979 sein Bachelor-Studium an der Western Washington University mit einem selbst entworfenen Hauptfach in Medienwissenschaften und zeitgenössischer Kunst des 20. Jahrhunderts ab. Er ist seitdem in der San Francisco Bay Area aktiv.
Boisen begann in den späten 1970er-Jahren in der kalifornischen Fusionszene zu arbeiten; erste Aufnahmen entstanden 1979 mit der Formation Viktor Koncept (Random Radar Records). In Zusammenarbeit mit Gitarristen wie Fred Frith,  Henry Kaiser, Elliott Sharp oder Robert Fripp hat Boisen „eine kraftvolle musikalische Sprache entwickelt, die eine Fülle von traditionellen und zeitgenössischen Stilen kombiniert und sich besonders auf präparierte Gitarrentechnik und Improvisation konzentriert“.
An seinem zwischen 1985 und 1993 entstandenen Debütalbum Guitarspeak wirkten Musiker wie Dave Barrett, Fred Frith, Fred Lonberg-Holm und Gino Robair mit. Von Ende der 1980er Jahre bis Mitte der 1990er Jahre war er mit dem Saxophonisten Dave Barrett und Gino Robair im Splatter Trio tätig. 1987 trat er bereits mit Barrett in einer Aufführung von John Zorns Cobra auf, mit dem auch das Album (Y)earbook Volume 2 (1991) entstand. Außerdem spielte er mit Tom Waits, dem Rova Saxophone Quartet, John Tchicai, Nina Hagen, Myra Melford, Ralph Carney, Adam Lane’s Full Throttle Orchestra, David Tohir and His Backbone, Malcolm Mooney and the Tenth Planet und eigenen Bandprojekten wie Past-Present-Future. Im Bereich des Jazz war er laut Tom Lord zwischen 1979 und 2007 an 43 Aufnahmesessions beteiligt, darunter zehn CDs mit dem Splatter Trio und musikalische Arbeiten für MTV, den Filmregisseur David Lynch (Wild at Heart, Twin Peaks) und Columbia Broadcasting System. Anfang 2021 legte er das Album A Call for All Demons (Sun Ra Suite) vor; das Kernstück und Fundament der Sun Ra Suite ist „A Call for All Demons“, das ursprünglich 1956 von Sun Ra für das Album Angels and Demons at Play aufgenommen wurde.
Boisen betreibt in Oakland das Aufnahme- und Mastering-Studio Guerilla Reccording, das zuvor im Besitz von Joshua Heller war. Unter anderem nahm er das Grammy-nominierte Album The Gorey End von The Tiger Lillies (mit dem Kronos Quartet) auf; für seine Aufnahme zu Clarence Sims Born to Sing the Blues (1998) verlieh ihm das Real Blues Magazine einen Preis für die beste Studiotechnik. Er hat über 150 Produktions- und Mastering-Credits bei Aufnahmen anderer Künstler und gilt als Autorität für Vintage-Mikrofone und Mikrofontests. Er ist Herausgeber von Roots & Rhythm, hat Beiträge zum Down-Home Guide to the Blues und für das San Francisco Weekly Magazine geschrieben und ist Herausgeber und Autor des Newsletters der Improvised Music Association.

## Diskographische Hinweise

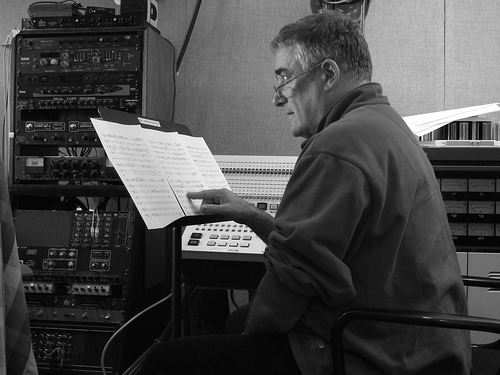
Fred Frith im Studio 2006. Fotografie von Myles Boisen

- Scrambledisc : Guitarspeak Vol. 2 (1996), mit Mark Schifferli, John Shiurba, Klaus Floride, Scott Amendola, Elliot Humberto Kavee, Gino Robair, Miguel Frasconi
- Past-Present-Future (2003), mit Seth Ford-Young, John Hanes, Jim Pugh, Tarik Ragab, Gino Robair, John Schott, Karen Stackpole
- Myles Boisen & Jon Raskin: Music + One: An Improvisation Compendium (2006), u. a. mit Liz Allbee, Larry Ochs, Phillip Greenlief, John Shiurba,  Chris Brown, Rhodri Davies, Theresa Wong, Ches Smith, Gino Robair
- Past-Present-Future 2: Abstractions and Blood Red Blues (2014), u. a. mit John Hanes, Seth Ford Young, John Schott
- Myles Boisen & Henry Kaiser: Hard Left / Hard Right (2020)
- Myles Boisen & Past-Present-Future: Old Man Rhythm (2020)
- Crazy (Past-Present-Future Vol. 4) (2025), mit Greg Sankovich